# Leopard
Leopard (Panthera pardus) životinja je iz porodice mačaka. Leopardi su ugrožena vrsta, a žive u Africi i Aziji.

## Osobine
Veličina i težina leoparda je unutar vrlo velikog područja na kojem su rasprostranjeni vrlo različita. Tako su leopardi na jugu Afrike teški između 20 i 30 kg, dok oni koji žive na sjeveru Afrike mogu biti i teži od 60 kg. U ramenima su visoki 70 do 80 cm, a pri tome su mužjaci znatno veći od ženki.
Leopard ima srednje dugačke, snažne noge koje završavaju šapama velike površine. Oči imaju, kao i sve mačke, usmjerene prema naprijed, a uške su mu okruglaste.

### Izgledkrzna
Obilježje leopardovog krzna su "rozete". To su manje-više pravilno prstenasto jedna do druge složene mrlje, u čijoj je sredini boja malo tamnija od osnovne boje krzna. Rozete su složene u redovima, naročito duž leđa. Na prsima i grlu su umjesto rozeta pjege složene jedna do druge, tako da podsjećaju na ogrlicu. Na gornjoj strani repa se rozete nastavljaju njegovom sredinom. Prema kraju repa rozete su sve manje izražene i ponekad se mogu spojiti u više poprečnih pruga. Donji dio repa je prema kraju sve svjetliji, ponekad sve do bijele boje. Trbuh i unutrašnja strana bedara također nema rozete te je bijele, žućkasto bijele ili sivkasto bijele boje. Vanjska strana nogu prekrivena je pjegama iste boje kao i rozete, koje su prema šapama sve manje. Glava i gornja strana vrata su također prekrivene pjegama.

### Crna pantera
Na većim visinama i u kišnim šumama se nerijetko može naići na crnu panteru. Kod njih je izražena crna boja krzna, koja se nasljeđuje recesivnim genom, što je pojava koja se naziva melanizam. To znači da ova nasljedna osobina može biti prisutna i kod jednog standardno obojenog leoparda, ali i da u jednom leglu može biti i standardno obojenih mladunaca i malih crnih pantera.

### Osjetila
Ušne školjke su im okruglaste, a sluh je izuzetno dobro razvijen. Leopardi čuju i vrlo visoke frekvencije (do 45.000 herca) koje ljudsko uho ne može registrirati.
Oči su im usmjerene prema naprijed, no dovoljno razmaknute da im to omogućuje izvrstan prostorni vid. Kod dnevne svjetlosti vid leoparda je otprilike jednak ljudskom, ali u mraku je pet do šest puta bolji: leopardi mogu svoje okrugle zjenice jako raširiti, tako da i slabo svjetlo još uvijek može doći do oka. Osim toga leopard, kao i sve mačke, ima mrežnicu prevučenu reflektirajućim slojem koji se naziva Tapetum lucidum, a služi da reflektiranjem pojačava primljeno svjetlo. 
I osjetilo mirisa je kod leoparda izvanredno razvijeno.

## Područja nastanjivanja i brojno stanje
U povijesno vrijeme leopard je nastanjivao cijelu Afriku s obje strane Sahare, kao i velike dijelove Azije. U Africi živi kako u središnjim dijelovima u tropskim šumama, tako i u brdima, savanama i polupustinjama od Maroka pa sve do Rta Dobre nade na krajnjem jugu. Leopard izbjegava samo velika, vrlo suha područja, pa ih tako nema u Sahari niti u najsušim dijelovima Namiba. 
U Aziji leopard nastanjuje crnogorične šume uz Amur, kao i tropska područja Indije i Jugoistočne Azije. Živi od Anatolije, Arabije i Izraela pa sve do otoka Jave. Nema ga na Sumatri ni Borneu, kao niti u bezvodnim središnjim pustinjama Azije. . Sjeverna granica njihovih staništa danas ide od Kavkaza preko sjevernog Irana, Afganistana i Kašmira duž Himalaja, sve do Amura u istočnom Sibiru.
U pretpovijesnom vremenu leopard je živio i u srednjoj Europi, no tu je nestao već krajem ledenog doba.
Od svih pet vrsta velikih mačaka, leopard živi na najvećem području, što je s vremenom dovelo do razvoja brojnih podvrsta.
Leopard je izumro u velikom broju područja. Tu spadaju Maroko, Sinajski poluotok i otok Zanzibar. U području Amura i na Kavkazu izumiranje leoparda vjerojatno više nije moguće zaustaviti. Na Arapskom poluotoku prema procjenama živi još oko dvadeset jedinki. Slično mali broj jedinki živi još u Anatoliji i Palestini. Na Šri Lanki je zbog smanjenja broja jedinki genetska raznolikost toliko smanjena, da ih se vjerojatno više neće moći spasiti. Na Kavkazu živi još oko 50 jedinki za čiju zaštitu se ulažu veliki napori. U Iranu i Turkmenistanu živi još koja stotina jedinki perzijskog leoparda, a u Pakistanu i Bangladešu su isto tako vrlo rijetki. U Kini je preživio još samo u nekoliko izoliranih područja. U Indiji broj leoparda je procijenjen na oko 14.000.
Danas većina leoparda živi u Africi, južno od Sahare. Tu se broj procjenjuje na oko 700.000 jedinki, od čega samo u DR Kongu navodno živi oko 226.000. Međutim, neki stručnjaci sumnjaju u ispravnost tih procjena. Prema njima, u Africi u prirodi živi još samo oko 233.000 leoparda.

## Sistematika
Podjela leoparda na pojedine podvrste je problem koji ni do danas nije zadovoljavajuće riješen. Postoji više podjela koje se ne podudaraju. Ovdje se navodi jedna klasifikacija samo kao primjer. Dodatak o ugroženosti pojedinih podvrsta preuzet je prema IUCNu.

### Afričke podvrste
- P. p. pardus, sjeverna i središnja Afrika
- P. p. adersi, ima vrlo male pjege, Zanzibar, izumro
- P. p. jarvisi (Sinajski leopard), krzno svijetlo, s velikim pjegama, Sinaj, vjerojatno izumro
- P. p. melanotica, južna Afrika
- P. p. nanopardus, Somalija
- P. p. panthera (berberski leopard), Sjeverna Afrika, jako ugrožen, manje od 250 jedinki
- P. p. sindica, jugozapadna Afrika
- P. p. suahelica, Istočna Afrika

### Azijske podvrste
- P. p. ciscaucasica, Kavkaz, jako ugrožen
- P. p. delacouri, Jugoistočna Azija
- P. p. fusca, Indija, jugoistočni Pakistan
- P. p. japonensis sjeverna Kina, ugrožen, oko 40 jedinki u zatočeništvu
- P. p. kotiya, Šri Lanka, jako ugrožen, oko 20 jedinki u zatočeništvu
- P. p. melas, Java, ugrožen
- P. p. millardi, Kašmir, sjeveroistočni Pakistan
- P. p. nimr (arapski leopard),, Arapski poluotok, jako ugrožen, još samo oko 20 jedinki
- P. p. orientalis (amurski leopard), dugo, gusto krzno, zimi lagano zlatne boje, crvenkasto žuto ljeti, velike pjege; istok Sibira, jako ugrožen, manje od 50 jedinki u prirodi, oko 120 u zatočeništvu
- P. p. pernigra, Nepal, Kašmir
- P. p. saxicolor (perzijski leopard), velik, krzno svijetlo i često sivkasto, Iran, Afganistan, zapadni Pakistan, ugrožen, oko 130 jedinki u zatočeništvu
- P. p. tulliana (anatolijski leopard), krzno relativno svijetlo, često sa sivim tonovima Turska, Zapadna Azija, jako ugroženi, manje od 250 jedinki

## Ponašanje

### Teritorijalnost
Leopardi su izraženi samotnjaci. Područja mužjaka su veća i obuhvaćaju najčešće područja nekoliko ženki. Prema jednoj studiji provedenoj u Krügerovom nacionalnom parku mužjak treba, ovisno o gustoći raspoložive lovine, od oko 16 pa do oko 96 kvadratnih kilometara, dok ženkama treba 5-30 kvadratnih kilometara. U škrtim, lovinom vrlo siromašnim područjima, područja na kojima leopard traži lovinu mogu biti još i značajno veća. Životinje obilježavaju svoja područja i brane ih od istospolnih jedinki svoje vrste prijetećim ponašanjem, a po potrebi i teritorijalnom borbom. "Vlasnik" područja osigurava si mogućnost parenja, izvor hrane, pristup pojilištu, sjenku i slične, vrlo važne stvari za jedinku. Mogućem uljezu u područje "mirisne" poruke daju informacije o nizu osobina "vlasnika" (fizička kondicija, spremnost na borbu, dob), a u sukobu obično "vlasnik" ima prednost svog terena i izlazi kao pobjednik.
Leopardi obilježavaju svoje područje prije svega mirisom, ali i akustično, glasanjem. U manjoj mjeri ostavlja i optičke signale, tragove kandži na stablima ili na tlu. Obilježavanje ima s jedne strane ulogu obavještavanja mogućih suparnika, ali služi i samom vlasniku za lakše snalaženje u svom području.

### Kretanje
Kod normalnog hoda leopard koristi tipični "križni" hod, što znači da istovremeno podiže i spušta na tlo noge koje su dijagonalno jedna prema drugoj. Leopardi mogu hodajući prevaliti vrlo velike razdaljine. Pri tome koriste način, koji djeluje kao da su samo na obilasku područja oko svog stabla za odmor ili oko skrovišta. 
Brže se kreću kasom samo na kraće razdaljine. Kod lova prikradanjem može se dogoditi da samo prvih 10 do 30 metara pređe kasom, pri čemu tijelo spušta sve bliže tlu. To se naziva prikradajućim trkom. U lovu se ovaj trk smjenjuje s prikradajućim puzanjem pri kojem životinja trbuhom gotovo dodiruje tlo i prikrada se vrlo polako, tako da u svakom trenutku može zaustaviti kretanje. To se događa uglavnom tada, kad životinja prema kojoj se leopard prikrada, iz nekog razloga govorom tijela pokaže, da je na oprezu. Leopard ostaje u tom stanju potpunog mirovanja dok pažnja lovine ne popusti, pa nastavlja s prikradanjem.
Galop, najbrži način kretanja leoparda, pri kojem može doseći brzinu veću od 60 km/h, rijetko se viđa kod odraslih životinja. Leopard ga koristi samo u završnoj fazi lova za prevaljivanje zadnjih metara nakon prikradanja žrtvi. Ovaj trk može biti samo kratak. To je naporno i zahtijeva veliki napor srca, što velike mačke mogu izdržati samo kratko vrijeme.
Poseban način kretanja je penjanje na stabla i hod po granama različitih debljina unutar krošnje. Leopardi mogu stajati i na tankim granama koje se njišu, bez da pri tome gube ravnotežu. Ne ozljeđuju se niti na gustom i često nekoliko centimetara dugom, niti na kratkom, savinutom trnju stabala na kojima miruju i odmaraju se.
Kod kretanja tlom, ne pružaju kandže iz jastučića, neovisno koji način kretanja koristili. Suprotno tome, kod penjanja po drveću pružaju kandže punom dužinom, i njihovim dubokim prodiranjem u koru stabla čvrsto drže svoje teško tijelo i na potpuno glatkom i okomitom stablu. Na strmo stablo penju se u skokovima. Prednje noge pri tome široko rašire tako da gotovo obgrle debelo stablo. Leopard s tla najčešće krene posebno snažnim odrazom uvis, koji mu daje mogućnost da i nakon tog prvog nastavi s daljnim okomitim skokovitim kretanjem.
Kod silaska s drveta, leopard se kreće unaprijed dok grane i stablo ne postanu sasvim okomiti. Kod vrlo strmih stabala koja ne daju nikakvo hvatište, slijedi silazak unatrag dok ne dođe do razmaka od tla koji može savladati skokom. Tada se na stablu okrene, siđe još jedan do dva metra, i s visine od dva do četiri metra skače na tlo.
Leopardi su i dobri plivači. Opaženi su kako dan provode na otoku na rijeci, a onda plivaju na obalu i kreću u lov.

### Ponašanje prema neprijateljima
Odrasli leopardi su krajnje oprezni i po mogućnosti izbjegavaju svaki susret s nadmoćnim zvijerima ili pripadnicima svoje vrste.
Lavovi i tigrovi predstavljaju neprekidnu opasnost za leoparde, pa oni pokušavaju koliko je god moguće sklanjati im se s puta. Postoje brojni dokumentirani slučajevi kad je susret s neprijateljskim lavovima završio kobno, smrću leoparda.
Pjegave hijene i afrički divlji psi mogu isto tako biti opasnost za leoparda, no samo ako cijeli čopor zatekne leoparda s neosiguranim plijenom, a leopard se upusti u borbu u pokušaju da obrani svoj plijen. No, događa se i da leopard uspije spasiti svoju lovinu od pjegave hijene. On je sasvim ravnopravni protivnik jedne same hijene. U Krügerovom nacionalnom parku zabilježeno je da je leopard ubio nekoliko ovih zvijeri.
Odnos leoparda i pavijana je vrlo ambivalentan. Za vrijeme dnevnog svjetla, majmuni su im opasan protivnik koji čak i napada ovog grabežljivca. Nekoliko snažnih mužjaka pavijana mogu, doslovno, leoparda rastrgati na komade. Suprotno tome, noću je leopard (zbog sposobnosti da bolje vide noću) u prednosti pa se odvažuje popeti na stabla na kojima spavaju pavijani da izazove paniku s ciljem da uhvati jednog majmuna. Pojedinačni pavijani, ili oni koji se zateknu na rubu grupe, ubrajaju se u spektar leopardove lovine.
Leopard je u normalnim okolnostima snažniji od geparda.

## Ishrana
Odabir leopardove lovine zavisi prije svega od ponude lovine na njegovom području. Tako leopardi imaju veliki spektar lovine, od kukaca preko gmazova do ptica i velikih sisavaca. No, ako je ikako moguće, leopardi će pokušati uloviti sisavce teške od 30 pa do 50 kilograma. Pri tome, riječ je najčešće o srednje velikim kopitarima. Koja će vrsta kopitara pri tome biti omiljena lovina, ovisi o području u kojem određeni leopard živi. Iznenađujuće velik dio leopardove prehrane čine manje zvijeri kao što su mungosi ili čagljevi. 

## Razmnožavanje
Leopardi nemaju određenu sezonu parenja, no u nekim je područjima opaženo da se koćenje mladunaca često poklapa sa sezonom koćenja mladunaca njihove lovine. Estrus leopardice traje 6 do 7 dana. Ako ženka u tom razdoblju ne ostane skotna, estrus se ponavlja svakih 25 do 28 dana.
Ženka za koćenje bira zaštićena mjesta, po mogućnosti špilju ili prolaz u stijenama s uskim ulazom, a ako joj je stanište šuma, pokušat će naći šuplje stablo kako bi mladunci bili što bolje zaštićeni od mogućih neprijatelja. U okotu je najčešće dvoje do troje mladunaca, teških oko 500 grama. Mladunci se kote slijepi i potpuno nemoćni, no brzo rastu i u dobi od dva do tri mjeseca počinju jesti i meso.
O iskustvu ženke zavisi i preživljavanje njenih mladunaca. Uobičajeno je, da ženka uspije do odrasle dobi podići jedno do dvoje mladunaca. Oni ostaju s njom između 13 i 18 mjeseci, mužjaci obično kraće od ženki.

## Zanimljivosti
Leopard usmrćuje plijen skokom za vrat, a istodobno mu čupa trbuh pandžama stražnjih nogu. U Ugandi je ranih 1950-ih jedan terenski službenik Ureda za suzbijanje ce-ce muhe našao lešinu leoparda i antilope jednu pored druge, pošto su se međusobno lišili života u borbi.